# Sugito
Sugito (jap. 杉戸町 Sugito-machi) – miasto w Japonii, na wyspie Honsiu, w prefekturze Saitama. Według danych na rok 2020 miejscowość zamieszkiwało 43 845 mieszkańców , a gęstość zaludnienia wyniosła 1460 os./km².